# 幽霊電車
幽霊電車（ゆうれいでんしゃ）は、かつて東京都で運行していた玉川電車（東急玉川線）にまつわる怪談。
砂利輸送用に使用されていた玉川電車が旅客を乗せるようになった頃のこと。終電車がとうに出てしまったある夜。渋谷区で玉川電車の線路上を、1人の女性を乗せた路面電車が走っていた。通りがかりのある者が最寄りの停留所まで走って追いかけたところ、その電車は安全地帯に着くやいなや、車両も女性もまるごと忽然と姿を消してしまったという。

## 『ゲゲゲの鬼太郎』シリーズでの幽霊電車
貸本時代から『ゲゲゲの鬼太郎』に登場する幽霊電車は、鬼太郎の術で作られた幻影として描かれる。沿線に原作者である水木しげるの住所がある京王線（新宿駅 - 多磨霊園駅）が舞台となっており、アニメ版では幽霊電車の車両デザインは京王帝都電鉄時代に実在した旧型車両がモチーフとなっている。鬼太郎は「妖怪はいない」とバカにした人間に殴られ瘤ができ、「同じ大きさの瘤でお返しする」と宣言、直後にその人間たちが乗った臨時列車が幽霊電車だった展開（恐怖のあまり窓から飛び降りた人間たちは鬼太郎と同じ場所に同じ大きさの瘤ができていて、しかも乗っていたのはゴミ捨て場の廃棄車両だった）。
アニメ版や派生作品のシリーズによっては以下の様に、鬼太郎の幻術の枠を超える怪奇要素や変更点が加えられている。
- 第1作：前半で2人組は鬼太郎の仲間妖怪のショー（お化け屋敷）に客として来て、怖がらないどころか設備を壊したり妖怪を痛めつけたり犯罪レベルの乱暴を働いた。抗議する鬼太郎をも殴ったため、報復として幽霊電車に乗せられる展開となり、ショーでは手加減していた妖怪たちも電車では容赦なく脅かす。
- 第3作：被害者の内の一人の回想から始まる。ラーメン屋で鬼太郎とねずみ男に出会った二人は、酔った勢いで鬼太郎をラーメンの丼に突っ込み、鬼太郎に苦情を言われる。さらにラーメンを奢ってもらうために二人に同調したねずみ男と、「妖怪はいる」と言い張る鬼太郎を殴り、さらに代金を払う約束を破って立ち去ったため、復讐の対象となる。乗った2人は終着駅のホームで駅員に起こされ、駅長から「昔、臨時列車の時間帯に死者を多数出した鉄道事故があり、その時間に幽霊電車が現れる噂が立ったため、ダイヤから外した」と聞かされる。駅ホームの駅標は「元府中ー奥多摩霊園ー大和野台」になっている。実際の京王線は「東府中ー多磨霊園ー武蔵野台」である。
- 第4作：男の一人はテレビプロデューサーで、空振りに終わった心霊番組の取材に対して愚痴を溢していた。ねずみ男が売っていた妖怪シールを破いたのを目撃したねずみ男本人が二人に絡んでおり、鬼太郎は当初は傍観していただけだったが、「妖怪はいますよ」と述べた結果殴られる。第3作まで登場しなかった目玉おやじが登場。ねずみ男が電車の運転手役になる。台詞はないが、猫娘、砂かけ婆、子泣き爺、一反木綿、ぬりかべも脅かし役で登場。
- 第5作：駅のホームから崖に落とされたが成仏できずに幽霊になっていた会社の後輩(木下)と、その後輩を殺害した先輩(事件を知らせるニュースでは吉永容疑者とされている)を乗せて真相に気付かせる。後輩は自分の死を知り、先輩は駅で犯行を駅員に自供し、逮捕された。ねずみ男は登場せず、猫娘が男と後輩が訪れた、新宿のラーメン屋の店員として台詞付きで初登場。男に突き飛ばされ、手に持っていたラーメンを被る羽目になり、男の行動を咎めた鬼太郎が殴られる。後輩を落とした崖のある駅は終点の「奥多摩霊園」、手前の駅が「奥多摩山口」になっており、京王線の終点である「高尾山口」の先の架空の駅に設定されている。
- 第6作：幻影ではなく実際に現世と地獄を繋ぐ列車。生前にブラック企業の経営者としてパワハラの限りを尽くし多くの人々を死に追いやり、被害者達の霊によって駅のホームから突き落とされ電車に撥ねられ死亡するも、自分の死に気付かずあの世に行こうとしない人物の幽霊を地獄（終点）へ導く。今作のみ窓から飛び降りても車内に戻ってしまい、途中下車は不可能。また男を連れて行くために同乗していた部下の切符には三途の川の渡し銭である「六文」と書かれている。本作のみねずみ男は冒頭のワンシーンしか登場せず、代わりに猫娘が、スマートホンのお経の着信音で男を脅す訳と、途中駅の「骨壷駅」の駅員役として登場する。後に猫娘が、玉藻前と戦う鬼太郎への加勢に犬山まなと向かう際、地獄へ行く手段の一つに挙げていた（敵に見つかる可能性が高いため別の方法を採用）。
- 妖怪千物語：ねずみ男から不思議な力が使えるネックレスを買った地味な少年はマジカル王子として人気を得るが、その力は自らの寿命と引き換えだった。鬼太郎に幽霊列車に乗せられ、終着駅までにネックレスを手放すように警告されるが、栄光を失うことを恐れた彼は警告を無視し手放さぬまま終着駅に降り自分の寿命の蝋燭の炎が燃え尽きようとするのを見る。鬼太郎に助けを求めるも愛想を尽かされ、咄嗟に隣の蝋燭に炎を移し強制的に生き長らえる。しかし、その蝋燭は彼の母親のもので母親が身代わりに交通事故で死亡してしまった。

その他、ポプラ社から刊行された『水木しげるのお化け学校』にも原作エピソードを基にした「ゆうれい電車」というエピソードが存在するが、タイトルこそ電車と銘打ってるものの該当車両は蒸気機関車である。
なお、起点の新宿駅と終点の多磨霊園駅以外の駅は全て架空の駅（駅名は死と葬式の過程）である。
またシリーズによっては臨終駅が無くなり火葬場駅から始まっていたり、終点が多磨霊園駅ではなく奥多摩霊園駅、村山霊園駅といった架空の名前になったり、地獄駅、墓場駅に変わる事がある。
駅一覧
- 新宿駅 - 危篤駅（第1作のみ） - 臨終駅 - 火葬場駅 - 骨壷駅 - 多磨霊園駅（奥多摩霊園駅・村山霊園駅・地獄駅・墓場駅）